# 2016-os ansbachi terrortámadás
A 2016-os ansbachi terrortámadás 2016. július 24-én történt a bajorországi Ansbach városban. Egy 27 éves szíriai menedékkérő öngyilkos pokolgépes merényletet követett el, mert nem kapta meg a menekültstátuszt. A támadó az ansbachi zenei fesztiválon akart robbantani – ahol 2500-an vettek részt – azonban a bejáratnál nem tudott bemenni belépőjegy nélkül, ezért ott robbantotta fel magát. 12 ember megsérült, 3-an súlyosan.
Joachim Herrmann bajor tartományi belügyminiszter szerint iszlamista merényletről van szó, ezt alátámasztja, hogy a menedékkérő hűségesküt tett az Iszlám Államnak a támadás előtt. Ezenkívül mobiltelefonon rögzített videón a 27 éves szír férfi bejelentette, hogy támadást hajt végre „bosszúból a németek ellen, mert akadályozzák az iszlámot”.